# 밀양 표충사 송운대사 분충서난록 목판
밀양 표충사 송운대사 분충서난록 목판(密陽 表忠寺 松雲大師 奮忠胥難錄 木板)은 대한민국 경상남도 밀양시 단장면 구천리 표충사에 있는, 임진왜란 때 승장인 사명대사가 충성을 다해 난리를 이겨나가는 활동사항을 모아둔 전쟁활약 실기 책판이다. 
1990년 1월 16일 경상남도의 유형문화재 제271호 송운대사 분충서난록책판으로 지정되었다가, 2018년 12월 20일 현재의 명칭으로 변경되었다.

## 개요
임진왜란 때 승장인 사명대사가 충성을 다해 난리를 이겨나가는 활동사항을 모아둔 전쟁활약 실기이다.
대사의 5대 법손인 남붕의 주선으로 영조 14년(1738) 신유한이 편집하여 이듬해 표충사에서 간행하였다. 이 책의 내용에는 전쟁의 정황을 기록한 탐정기(探情記)와, 일본에 가서 일본관료들과 나눈 문서 등 그 활약상에 대한 후대인의 평들이 담겨있다.
이 책판은 임진왜란 연구 및 사명대사 개인사 연구를 보완해주는 귀중한 자료로 평가된다.

## 참고 문헌
- 밀양 표충사 송운대사 분충서난록 목판 - 국가유산청 국가유산포털